# セクリターテ
セクリターテ (ルーマニア語: Securitate [sekuriˈtaˑte]) は、ルーマニア社会主義共和国の秘密警察。組織上は内務省の傘下にあり、正式名称は国家保安局（Departamentul Securităţii Statului）であった。
定冠詞を付けた形でセクリターテア (ルーマニア語: Securitatea [sekuriˈtaˑte̯a]) とも呼ばれる。ルーマニア語以外では一般的に、定冠詞を付けない Securitate の形で広まっている。

## 名称
ルーマニア語ではセクリターテの隊員は、単数の男性名詞が「セクリスト」securist [sekuˈrist]、単数の女性名詞が「セクリスタ」securistă [sekuˈristə]、複数形が「セクリシュティ」securiști [sekuˈriʃtʲ] となる。
ルーマニア在住のハンガリー人達（もっぱらルーマニアに割譲されたトランシルヴァニアに居住する、ルーマニア国籍となっている少数民族。セーケイ人やチャーンゴー人も含む）は、組織のことはハンガリー語で「セクリターテー」(Szekuritáté [ˈsekuritɑ̈ːte̝ː]) と、セクリターテの隊員のことを、ハンガリー語で警察官 (rendőr [ˈrendøːr]) の俗語である「ヘクシュ」(hekus [ˈhekuʃ]) とハンガリー語化された組織名の「セクリターテー」(szekuritáté [ˈsekuritɑ̈ːte̝ː]) を掛け合わせて「セクシュ」(szekus [ˈsekuʃ]) と呼んでいた。「セクシュ」(szekus) は単数形で、複数形は「セクショク」(szekusok [ˈsekuʃok])。（ハンガリー語には文法的な性が存在しないので、男性名詞と女性名詞の区別は存在しない。また szekurista [ˈsekuriʃtɒ] のようなルーマニア語風の表現は存在しなかった。）
ルーマニア在住のドイツ人達（もっぱらルーマニアに割譲されたトランシルヴァニアに居住する、ルーマニア国籍となっている、通常は出自に関わりなくザクセン人と呼ばれている少数民族）は、ドイツ語でセクリターテの隊員は、単数の男性名詞が「ゼクリスト」Sekurist [zɛkʊˈʀɪst]、単数の女性名詞が「ゼクリスティン」Sekuristin [zɛkʊˈʀɪstɪn]、複数形が「ゼクリステン」Sekuristen [zɛkʊˈʀɪstən] と呼ばれていた。

## 特徴
セクリターテの特徴は、構成員が主として国営の孤児院出身者から構成されていたことであり、一般住民との接触はかなり制限されていた。「優秀な子供」として選ばれた孤児たちは、特殊訓練を受けてセクリターテへと育てられた。ルーマニア社会主義共和国は、この組織の下で徹底的な監視社会となり、「街中のカフェやレストランには必ず盗聴器が仕掛けられていた」と言われている程である。
セクリターテの主要任務としては、防諜、反体制派対策、ニコラエ・チャウシェスク大統領と側近の個人警護を担当していた。その外、ルーマニアには純粋な対外諜報機関である参謀本部情報局と対外情報部（Departamentul de Informatii Externe、略称DIE）が存在したにも拘らず、国外でも活動していた。国外でも秘密作戦（反体制派の除去など）のために、セクリターテには「コンドル」グループが存在した。

## 歴史
1948年～1965年

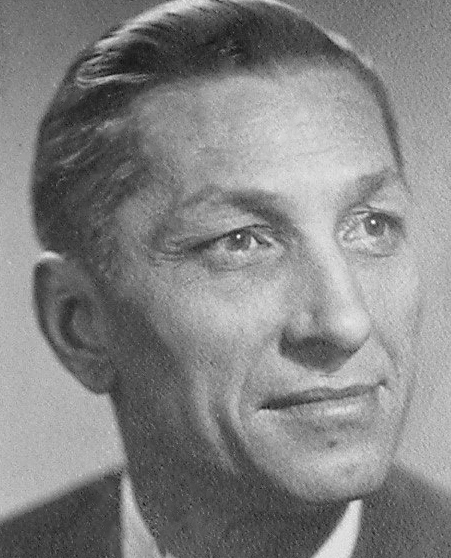
ゲオルゲ・ピンティリー

ルーマニア人民共和国成立後間もない1948年8月30日に、ソビエト連邦の協力者であったゲオルゲ・ピンティリーを責任者として全国人民保安庁 (Direcția Generală a Securității Poporului - DGSP) が発足した。設置当初は共産党政権に批判的な自由主義者や王制派・党内の非主流派などを「反革命分子」「外国のエージェント」として民主主義勢力を摘発・弾圧するのが主な任務だった。設立時の職員の民族構成は、総勢3,973 人の内、ルーマニア人 3,334人 (83.92%)、ユダヤ人 338人 (8.51%)、ハンガリー人 247人 (6.22%)、ロシア人 24人 (0.60%)、ユーゴスラビア人 13人 (0.33%)、ドイツ人 5 人 (0.13%)、チェコ人 5人 (0.13%)、アルメニア人 3人 (0.08%)、ブルガリア人 3人 (0.08%)、イタリア人 1人 (0.03%) であった。
1960年代～1970年代、スペインで「グレナダ」という渾名（あだな）を得たワシレ・ゲオルゲがジョルジェスクの後を継ぎ、ゲオルゲは反体制派の尋問（拷問）に個人的に参加すらしていた。その後、ディンク、ヴラダ、ボブ、ポステルニク、ドラギチがセクリターテの長官となった。
1965年～1989年
ニコラエ・チャウシェスクが共産党書記長に就任し、国名をルーマニア社会主義共和国に改名した1965年以後は、セクリターテの影響は一層強まった。
チャウシェスク政権は、ルーマニアの全土に盗聴器を設置した。又、孤児たちに特殊訓練を施してセクリターテのメンバーにする一方で、全国の小学校にも授業時間にセクリターテのメンバーを間諜として送り、チャウシェスク政権への不平や不満を政府に報告していた。
しかし、1978年にチャウシェスク大統領の顧問も務めていたルーマニア対外諜報局のイオン・ミハイ・パチェパ副局長がアメリカに亡命し、彼から情報を得た西側諸国によりセクリターテの対外諜報網は壊滅状態に陥った。激怒したチャウシェスクはパチェパの暗殺を命じたが失敗に終わった。

### 終焉
1989年12月のルーマニア革命の際にはセクリターテは政権側に立ち、ブカレストでは反体制に寝返った国軍兵士との間に銃撃戦が発生した。
ニコラエ・チャウシェスクが銃殺されてルーマニア社会主義共和国が倒され、民主国家が立てられた直後のルーマニアでは、民主化後の東ヨーロッパで最も苛烈な脱共産化（旧共産党国家の政府関係者への弾圧）が行われ、セクリターテは解体された。それに伴い、「民主主義の敵だ」として民衆によってリンチ、殺害された共産党関係者も多かった。元セクリターテ長官のディンク、ヴラダ、ポープ、セクリターテの職員だったニク・チャウシェスク（ニコラエ・チャウシェスク大統領の次男）など、数百人の元セクリターテのメンバーが裁判にかけられた。最後の長官であるドラガッチャは、ハンガリー第三共和国に亡命した。
また、民主政体下（1990年以後）で施行された法律により、元セクリターテのメンバーに対して公職禁止が布かれた。元セクリターテのメンバーは、イスラエルの特務機関で働くか、極右民族主義政党「大ルーマニア党」に避難したり、または裏の犯罪組織に入ったと考えられている。元メンバーのドゥミトレスクは、ドイツでルーマニア・ジプシー・マフィア「親衛隊」を率い、かつての同僚を引き込んでいた。また、セクリターテに育成途中だった子供たちの多くは、他の孤児同様に『チャウシェスクの子供たち』と呼ばれるストリートチルドレンになったと言われている。

## 機構
- 技術作戦総局
- 防諜局
- 監視局
- 第4局
- 第5局
- 内部保安局
- K局
- 捜査局
- 郵便検閲局

## 歴代長官
- ゲオルゲ・ピンティリー
- ワシレ・ゲオルゲ
- ディンク
- ヴラダ
- エミル・ボブ
- トゥドル・ポステルニク
- アレクサンドル・ドラギチ